# Иннокентий (Тихонов)
Архиепископ Инноке́нтий (в миру Бори́с Дми́триевич Ти́хонов; 22 мая 1889, Троицк — 29 ноября 1937, Винница) — епископ Русской православной церкви, архиепископ Винницкий.

## Образование и война
Окончил Томскую духовную семинарию (1911), затем Петроградскую духовную академию в 1915 году со степенью кандидата богословия и Археологический институт.
В 1913 году пострижен в монашество и возведен в сан иеромонаха.
В 1914 году духовник больных и раненых воинов в подвозном автомобильном перевязочном отряде.
В 1915 году духовник при втором Серафимовском лазарете.
В 1915—1917 гг. состоял профессорским стипендиатом Петроградской духовной академии при кафедре Церковной археологии.

## Александро-Невское братство
С 1916 года, совместно с иеромонахами Львом и Гурием (Егоровыми) активно участвовал в миссионерской деятельности в Петрограде. В 1917 году поступил в число братии Александро-Невской Лавры. Был одним из основателей Александро-Невского братства; возглавлял внутри братства кружок любителей православного богослужения.
В 1918 году назначен правителем дел Духовного Собора Лавры. С 1919 года занимал должности в Русском Отделении Академии истории материальной культуры. В 1921 году возведен в сан архимандрита.

## Архиерей
9 апреля 1922 года хиротонисан во епископа Ладожского. Хиротонию возглавил митрополит Петроградский Вениамин (Казанский).
Арестован 1 июня 1922 года, постановлением ГПУ от 4 января 1923 года сослан в Усть-Цильму Архангельской губернии (затем место ссылки было изменено на Туркестан).
Весной 1925 года епископ Иннокентий был освобождён. По возвращении в Ленинград с лета 1925 года входил в Епископский совет.
Вновь арестован 19 декабря 1925 года по обвинению «в распространении литературы контрреволюционного характера». Приговорён 29 апреля 1926 к ссылке в Норильский край на три года.
В середине 1929 года он был освобожден, поселился в Вологде, затем в Архангельске.
С 1930 года — епископ Благовещенский, назначения не принял.
Осенью 1931 года арестован и 2 декабря 1931 года приговорён к трём годам лагерей. В заключении находился в Белбалтлаге, работал на взрывных работах, в 1933 году получил контузию и вскоре был освобождён и поселился в Старой Руссе.
С 19 октября 1933 года — епископ Старорусский, викарий Новгородской епархии.
С января 1937 года — архиепископ Харьковский.
С 23 марта 1937 года — архиепископ Винницкий.
28 октября 1937 года вновь был арестован
29 ноября 1937 года в 24:00 расстрелян. Место погребения неизвестно.

## Канонизация
22 июня 1993 года определением Синода Украинской Православной Церкви прославлен как местночтимый святой Харьковской епархии.
1 апреля 2015 года по благословению Священного Синода Украинской Православной Церкви (журнал № 15) во главе с митрополитом Киевским и всея Украины Онуфрием было установлено празднование Собора Святых Винницкой земли, куда среди прочих 15 подвижников, жизнь и подвиг которых связаны с Виннитчиной, был причислен и Священномученик Иннокентий (Тихонов), архиеп. Винницкий (+ 1937). Дата празднования Собора Винницких Святых — 14 сентября (по новому стилю) в день начала индикта (церковного новолетия).